# Wallenbergska villan

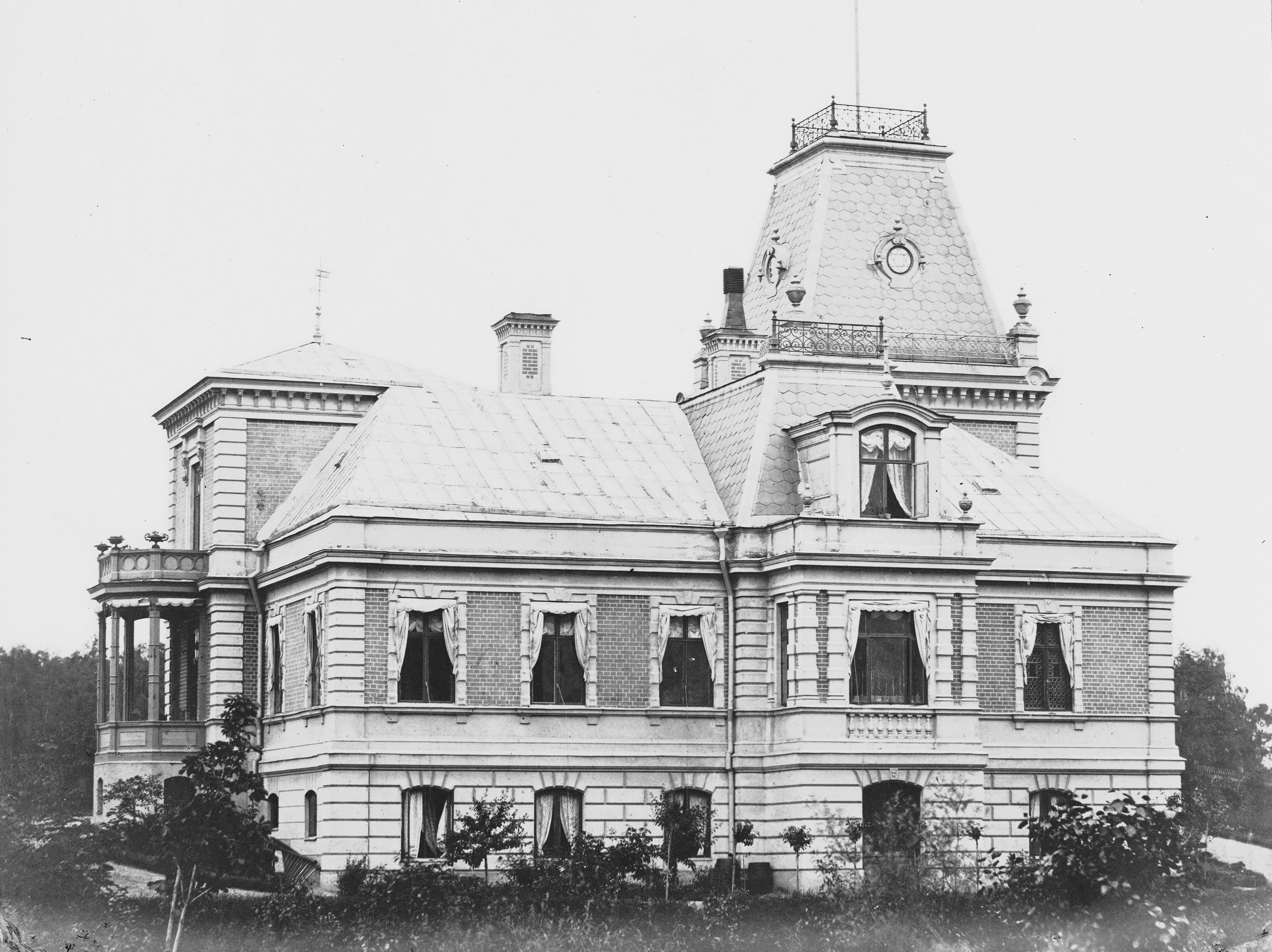
Fasad mot söder, 1890-tal.

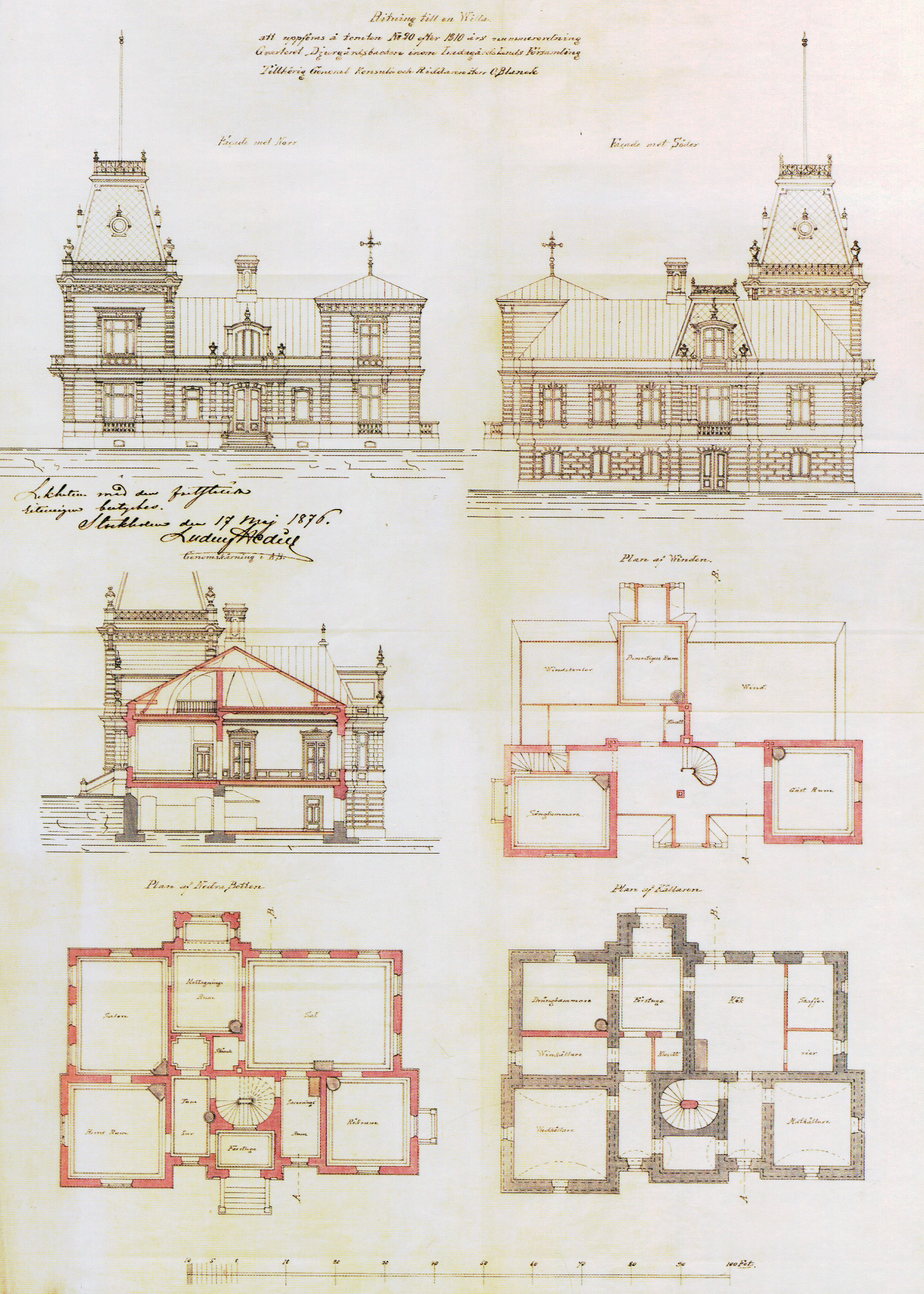
Arkitektritningen, 1876.

Wallenbergska villan var en byggnad i kvarteret Älgen vid Brahegatan 47–49 på Östermalm i Stockholm. Villan stod färdig 1877 och revs 1962.

## Beskrivning
Villan uppfördes 1876–1877 för grosshandlaren och generalkonsuln Otto Blanck enligt Carl Sandahls ritningar. Villan i fransk nyrenässansstil låg på en bergknalle och hade en generös tomt. Kvarteret, som då hette Djurgårdsbacken (Petrus Tillaeus karta 1733 Diurgårds backen), saknade vid denna tid övrig bebyggelse norrut. 
Arkitektritningen är osignerad men visar stadsarkitekt Ludvig Hedins gillande namnteckning. Sandahl ritade en asymmetrisk planlösning med en bottenvåning enbart avsedd för representation med salong, matsal, mottagningsrum, rökrum, serveringsrum och herrum. Köket och personalrummen placerades i källaren, medan vinden innehöll gästrum.
Stadsplanen för Ladugårdslandet var ännu inte fastställd vid denna tid. Kvarteret Älgen, i vilken villan kom att ligga, bildades först 1879, men tomterna runt omkring var antagligen till en början ämnade för fristående bostadshus även om så inte kom att bli fallet. Åren 1881/1882 började den södra delen av kvarteret bebyggas med flerbostadshus.
År 1883 förvärvades villan av bankiren och politikern Knut Agathon Wallenberg, efter vilken den sedan uppkallades. Han genomförde en första ombyggnad 1888 med hjälp av arkitekten Axel Kumlien. 1899 skedde en ytterligare ombyggnad enligt ritningar av Edward Ohlsson.
Villan revs 1959–1960, och på platsen reser sig idag ett bostads- och kontorskomplex (fastigheten Älgen 24) som uppfördes 1962–1965 efter ritningar av Ernst Grönvall.

## Bilder
Innan rivningen dokumenterade fotografen Lennart af Petersens byggnaden med sin kamera.

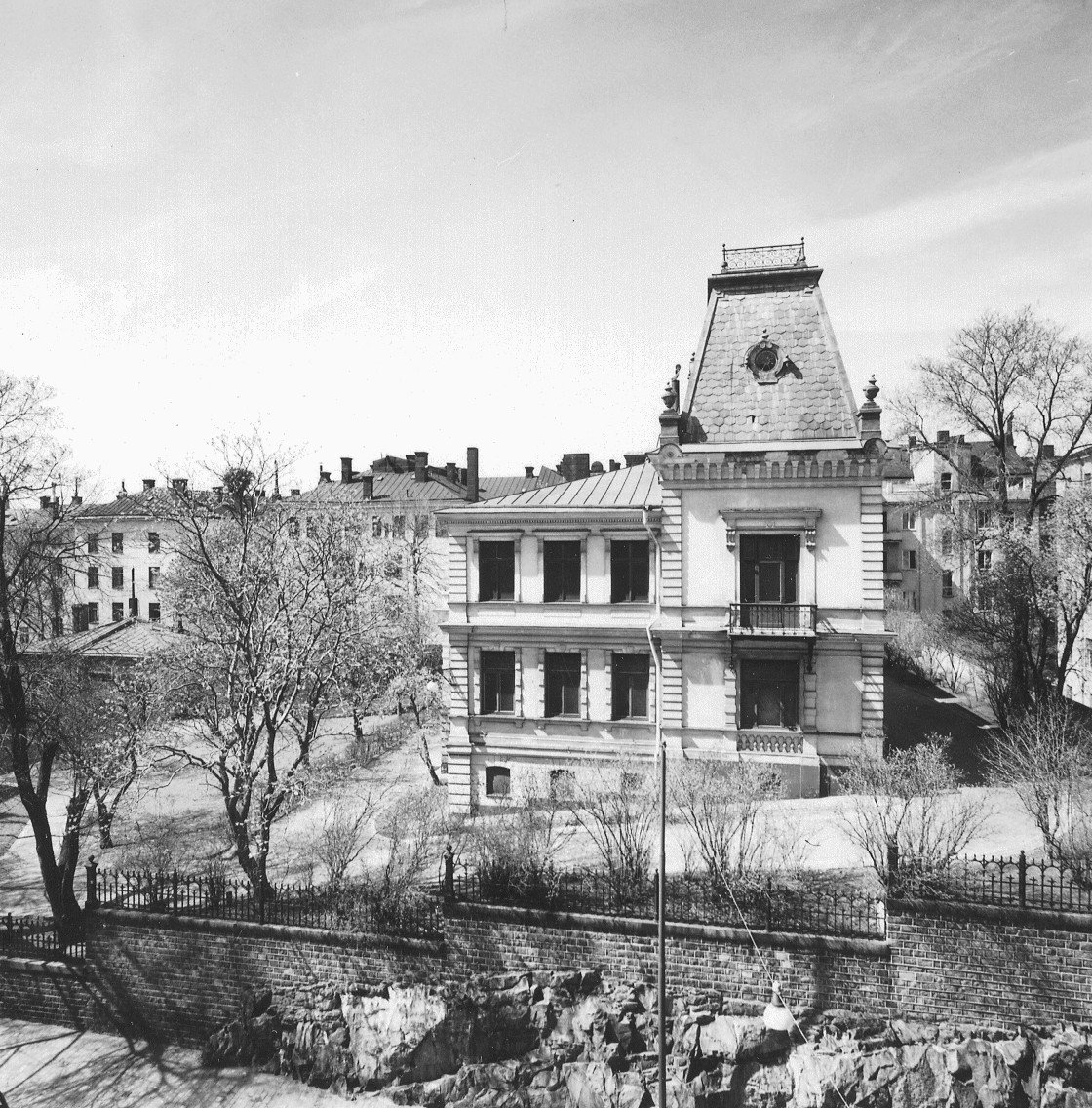
Byggnaden sedd från Brahegatan, 1958
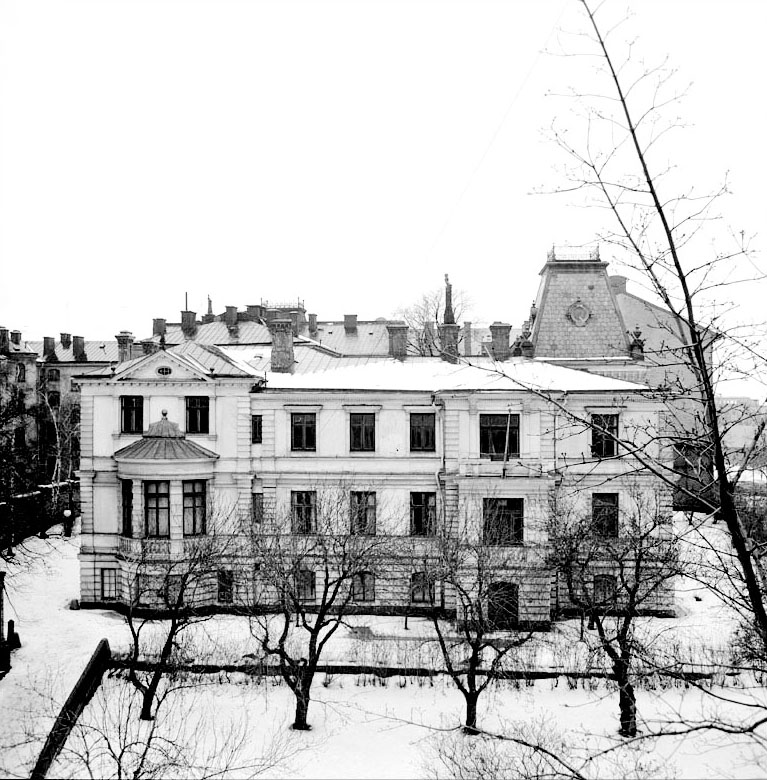
Den södra fasaden efter tillbyggnaden, 1959
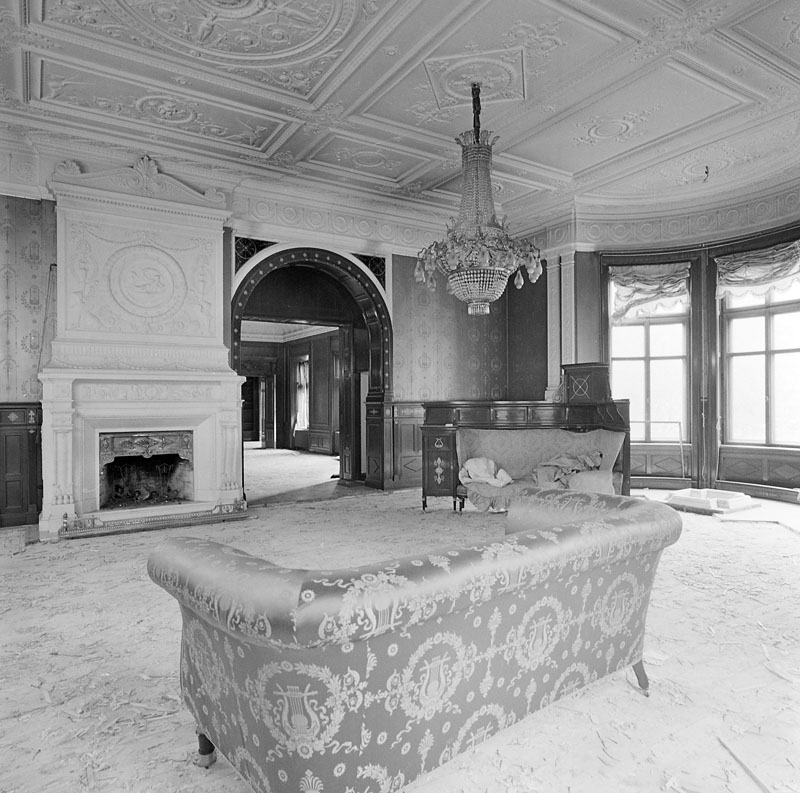
Salongen, 1959
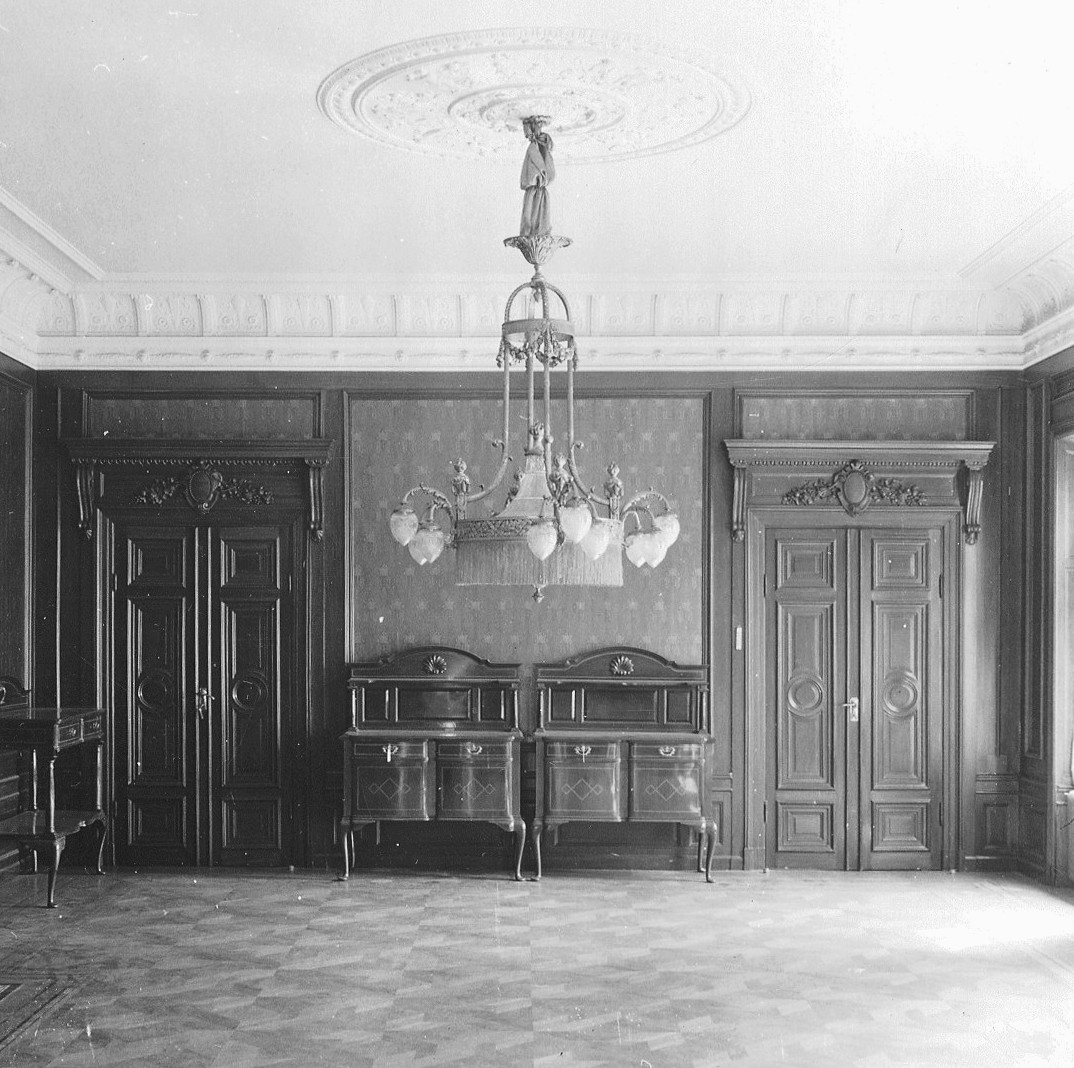
Matsalen, 1958.
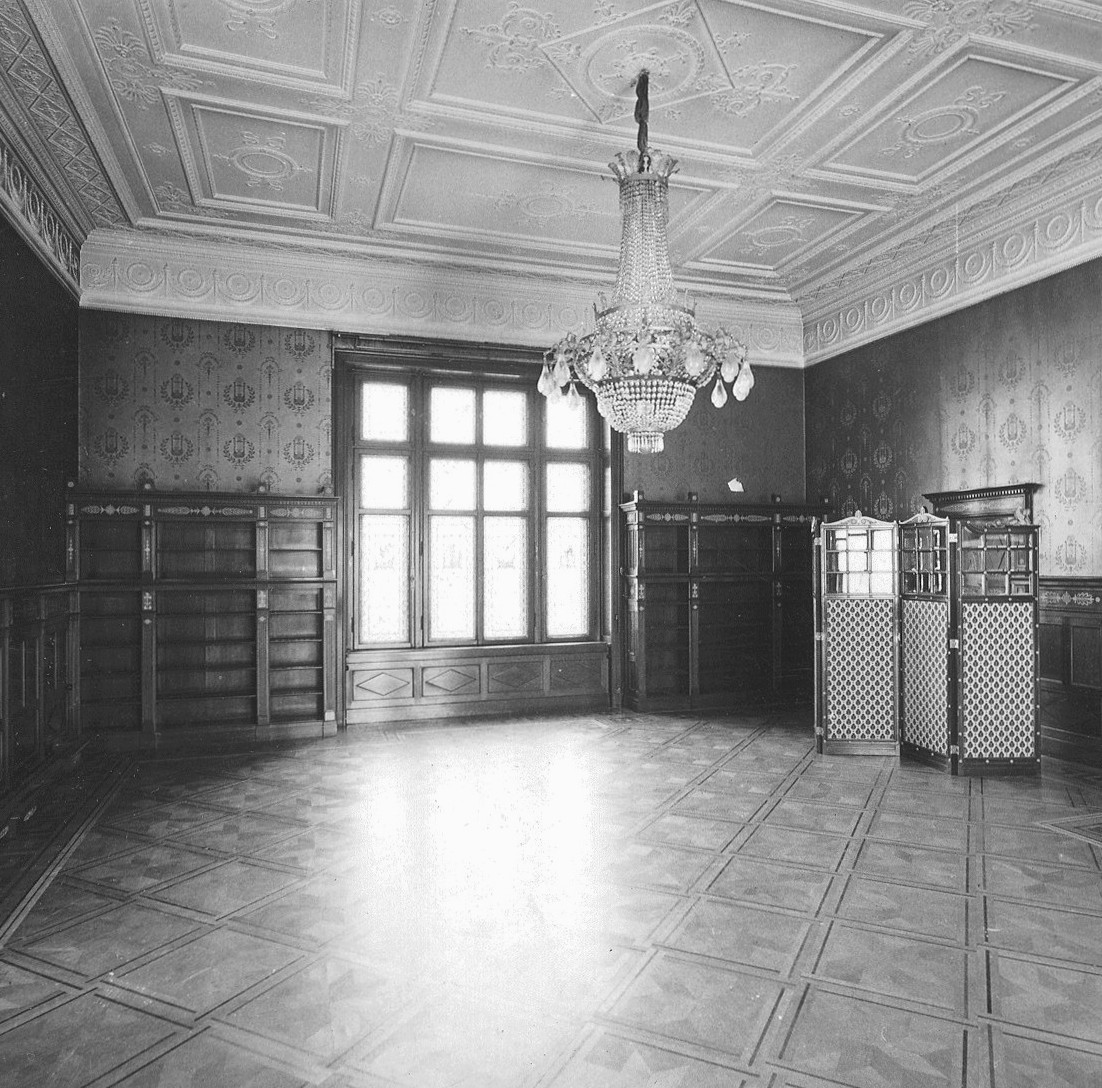
Biblioteket, 1958.
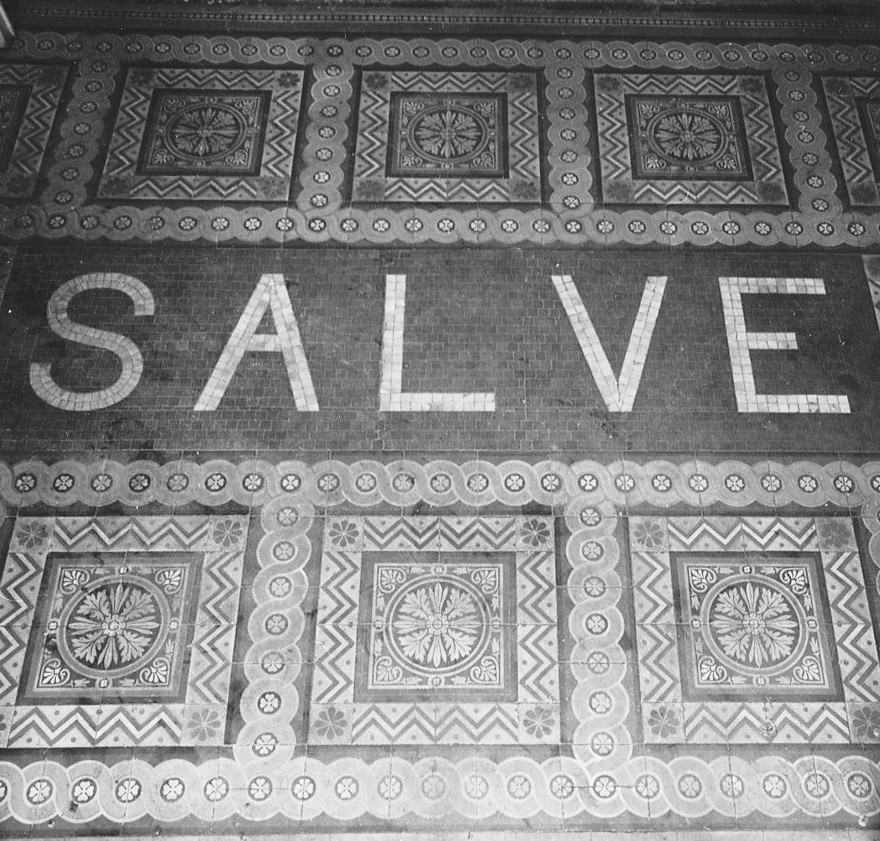
Golvmosaik i entrén, 1958.

## Källor

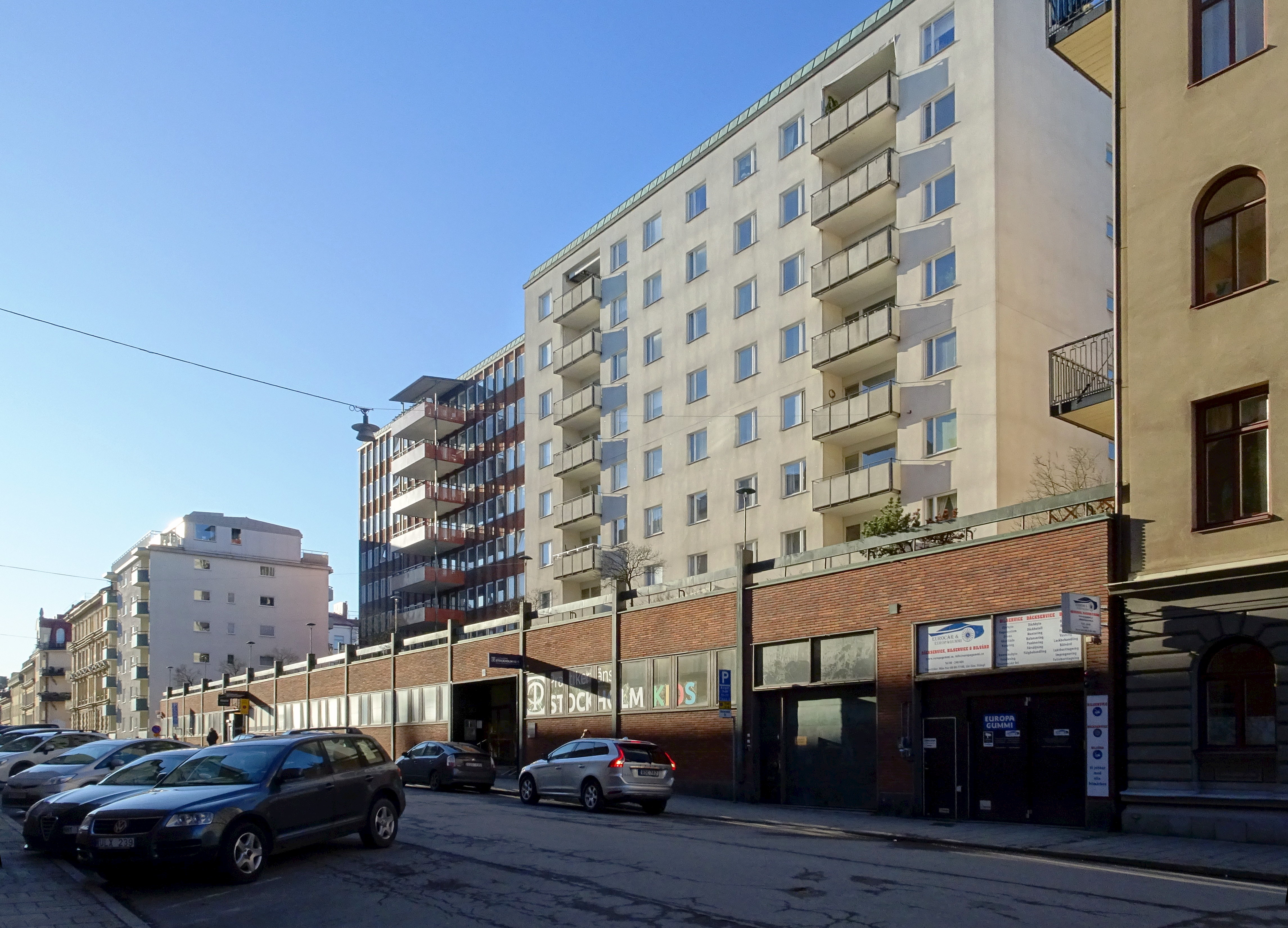
Fastigheten (Älgen 24) år 2020.